# La Maritza
Pour la chanson, voir La Maritza (chanson).
Albums de Sylvie Vartan
Comme un garçon
(1967) Aime-moi
(1970)
Sylvie Vartan (communément appelé La Maritza) est le 8e album de Sylvie Vartan. Il est sorti en LP 33 tours en 1968.

## Liste des titres
LP RCA 740 039
1. La Maritza (3:41)
2. Un p'tit peu beaucoup (2:11)
3. J'ai caché le soleil (3:11)
4. Jolie poupée (2:55)
5. Irrésistiblement (2:43)
6. On a toutes besoin d'un homme (2:56)
7. Face au soleil [Run For The Sun] (1:44)
8. Deux bateaux (3:02)
9. Il sait revenir (1:58)
10. Une feuille d'or (3:00)
11. Le silence (3:47)
12. La Maritza (Reprise) (3:40)